# Slanksnavelwouw
De slanksnavelwouw (Helicolestes hamatus) is een roofvogel uit Zuid-Amerika. Het is een middelgrote roofvogel uit het monotypische geslacht Helicolestes. De vogel lijkt op de slakkenwouw en werd vroeger tot het geslacht Rostrhamus gerekend.

## Kenmerken
De slanksnavelwouw is 37 tot 41 cm lang. De vogel is overwegend donker leigrijs gekleurd. Onvolwassen vogels zijn gevlekt en gestreept e hebben grote witte vlekken op de vleugels en de "dijen". De vogel is iets kleiner dan een slakkenwouw en heeft een lange snavel, waarbij vooral de lange, haakvormige bovensnavel opvalt. De vogel heeft ook relatief grote klauwen.

## Verspreiding en leefgebied
De slanksnavelwouw leeft in de vochtig regenwoud en moerasbossen in het laagland van tropisch Midden-Amerika en het noorden van Zuid-Amerika onder andere in Suriname.

## Status
De slanksnavelwouw heeft een groot verspreidingsgebied en daardoor alleen al is de kans op de status  kwetsbaar (voor uitsterven) gering. De grootte van de populatie wordt geschat op 0,5-5 miljoen volwassen vogels. De aantallen gaan iets achteruit maar het tempo ligt onder de 30% in tien jaar (minder dan 3,5% per jaar). Om deze redenen staat deze roofvogel op de Rode Lijst van de IUCN.

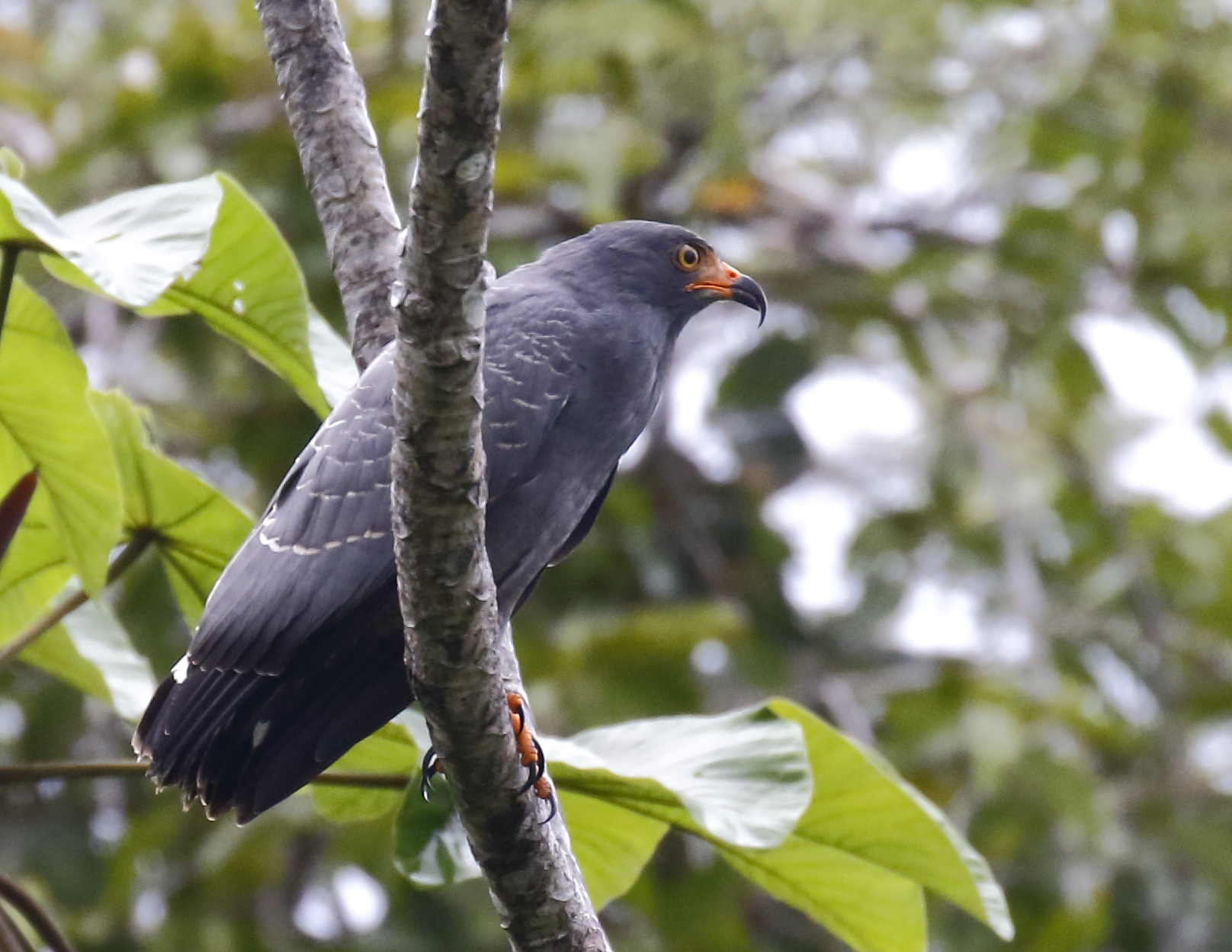